# In Control
Albums de Nemesea
Mana
(2004) The Quiet Resistance
(2011)
In Control est le deuxième album du groupe hollandais de metal symphonique Nemesea, publié le 21 juin 2007, par Sellaband.

## Liste des chansons
Toutes les paroles sont écrites par Manda Ophuis et Hendrik Jan de Jong, toute la musique est composée par Hendrik Jan de Jong.
| No  | Titre                          | Durée |
| --- | ------------------------------ | ----- |
| 1.  | No More                        | 3:24  |
| 2.  | In Control                     | 3:00  |
| 3.  | Home                           | 2:43  |
| 4.  | The Way I feel (avec Cubworld) | 3:59  |
| 5.  | Lost Inside                    | 3:23  |
| 6.  | Remember                       | 3:35  |
| 7.  | Believe                        | 4:22  |
| 8.  | Like The Air                   | 2:49  |
| 9.  | Broken                         | 3:40  |
| 10. | Never                          | 2:56  |